# بشقند
بشقند هي مدينة ومركز مقاطعة قرشي في ولاية قشقداريا في أوزبكستان.